# Augusts Voss
Augusts Voss, ros. А́вгуст Эдуа́рдович Восс (ur. 30 października 1919 w Sałtykowie koło Omska, zm. 10 lutego 1994 w Moskwie) – łotewski działacz komunistyczny, oficer polityczny, I sekretarz Komunistycznej Partii Łotwy. 
Ukończył studia w Instytucie Nauczycielskim w Tiumeni. W latach 1939–1940 pracował jako nauczyciel w szkole średniej. W 1940 roku zmobilizowany do Armii Czerwonej, pracował w niej jako oficer polityczny na froncie, 1943-1945 był dyrektorem szkoły we wsi Wikułowo w obwodzie omskim, następnie tiumeńskim. W 1945 roku rozpoczął działalność partyjną na terenie Łotewskiej SRR, instruktor KC Komunistycznej Partii (bolszewików) Łotwy, 1945-1948 słuchacz Wyższej Szkoły Partyjnej przy KC WKP(b), później sekretarz Komitetu KP(b)Ł Łotewskiego Uniwersytetu Państwowego, 1950-1953 aspirant Akademii Nauk Społecznych przy KC WKP(b)/KPZR. 27 stycznia 1960 został sekretarzem, a 15 kwietnia 1966 I sekretarzem KC Komunistycznej Partii Łotwy, zastępując w tej roli Arvīdsa Pelšego. Od 9 kwietnia 1971 do 2 lipca 1990 zasiadał w KC KPZR, a w latach 1966–89 był deputowanym do Rady Najwyższej ZSRR od 7 do 11 kadencji. W okresie pierestrojki (1984–89) pełnił urząd przewodniczącego Rady Narodowości ZSRR. 
Po usunięciu ze stanowiska nie wrócił na Łotwę.
Został pochowany na Cmentarzu Trojekurowskim w Moskwie.

## Odznaczenia
- Order Lenina (trzykrotnie)
- Order Rewolucji Październikowej
- Order Wojny Ojczyźnianej I klasy (dwukrotnie)
- Order Czerwonego Sztandaru Pracy (czterokrotnie)